# (7868) Barker
(7868) Barker est un astéroïde de la ceinture principale.

## Description
(7868) Barker est un astéroïde de la ceinture principale. Il fut découvert le 26 octobre 1984 à la station Anderson Mesa par Edward L. G. Bowell. Il présente une orbite caractérisée par un demi-grand axe de 2,68 UA, une excentricité de 0,20 et une inclinaison de 12,0° par rapport à l'écliptique.

## Compléments